# 原鳥屬
原鳥屬（屬名：Protoavis）意為「第一種鳥類」，是種主龍類，化石發現於德州Post市附近的晚三疊紀地層。
古生物學家薩克·查特吉（Sankar Chatterjee）宣稱這些化石屬於一種原始的鳥類，如果屬實，鳥類的起源將提早約7000萬到6500萬年。
鳥類演化專家勞倫斯·威特默（Lawrence Witmer）則認為原鳥並沒有鳥類的特徵，但具有虛骨龍類的特徵。如果屬實，原鳥將成為年代最早的虛骨龍類恐龍。

## 古生物學
根據得克萨斯理工大学古生物學家薩克·查特吉（Sankar Chatterjee）的研究，原鳥的身長為35公分，生存於約2億1000萬年前的美國德州。原鳥的年代遠早於始祖鳥，而牠們的骨骼結構被宣稱更類似鳥類。原鳥被重建為肉食性的鳥類，頜部前端有牙齒，眼睛位於頭顱骨前段，顯示牠們的生活方式是在黃昏或夜間行動的。原鳥的化石保存狀態很差，所以不能估計牠們的飛行能力。雖然薩克·查特吉原本宣稱原鳥的前肢有羽莖瘤（Quill knobs），可供羽毛附著，所以原鳥具有羽毛。但是，勞倫斯·威特默（Lawrence Witmer）等人後來研究這些化石，並沒有發現牠們擁有羽莖瘤或羽毛的跡象。

## 質疑
然而，幾乎所有古生物學家懷疑原鳥是種鳥類或其他物種，因為牠們化石的發現狀況，而且這些破碎化石並沒有明確的鳥類共有衍徵。原鳥的化石是由薩克·查特吉在1984年發現於德州的Dockum組，這個地層是個形成於三疊紀的三角洲沉積層，這些化石雜亂且非天然狀態，可能為洪水所造成的大規模死亡。
薩克·查特吉確信這些壓碎化石中的部分屬於同一物種的兩個個體，分別為年輕與年老的。但這些化石主要為一個頭顱骨與一些四肢骨頭，而且在比例上並不互相符合，這導致某些科學家認為原鳥的化石是個嵌合體，由超過一種動物所構成：頭顱骨可能屬於虛骨龍類、大部分四肢可能為角鼻龍類、至少部份的脊椎極類似巨爪蜥。而原鳥的學名看起來類似雙孔亞綱的鳥首龍目（Avicephala），而不會讓人聯想起恐龍。
這些查特吉所發現的原鳥化石，最有可能是一群化石的嵌合體，由泥濘中的主龍類屍體堆積而成。
如果原鳥的確存在過，牠們將影響鳥類何時起源於恐龍的相關理論，但除非發現進一步的化石，原鳥仍保持於不確定狀態。而且，古生物地理學顯示鳥類直到白堊紀才遷徙至北美洲；目前所發現的最原始鳥類都位於歐亞大陸。原鳥的化石最可能屬於原始恐龍或是已滅絕爬行動物。而且，原鳥的化石類似腔骨龍類與角鼻龍類，這兩個演化支都是鳥類的遠親，因此原鳥才會被誤認為鳥類。始祖鳥最初也被認為是小型獸腳類恐龍。
在查特吉的研究中，原鳥化石是少數受到嚴重關注的研究，但原鳥是三疊紀鳥類的假設並不被廣泛的接受，而且被認為是查特吉基於難以鑑定的化石而建構出的動物。
艾倫·費都加（Alan Feduccia）等研究人員，有時會利用原鳥反駁鳥類演化自恐龍的假設。目前的推論都認為鳥類與馳龍科是近親，兩者屬於同一演化支。當這些理論被首次提出時，大部分鳥類學家支持鳥類與手盜龍類類似；大部分的中生代鳥類是在這個理論提出後被發現的。而查特吉曾利用原鳥來解釋鳥類與恐龍有接近親緣關係。

## 外部連結
- 原鳥的重建圖 (備註：細部特徵全是根據推測而來的)
- 原鳥簡介 （页面存档备份，存于）Paleofile.com網站